# Villieu-Loyes-Mollon
Villieu-Loyes-Mollon è un comune francese di 3 075 abitanti situato nel dipartimento dell'Ain della regione dell'Alvernia-Rodano-Alpi.

## Società

### Evoluzione demografica
Abitanti censiti